# 特定原材料

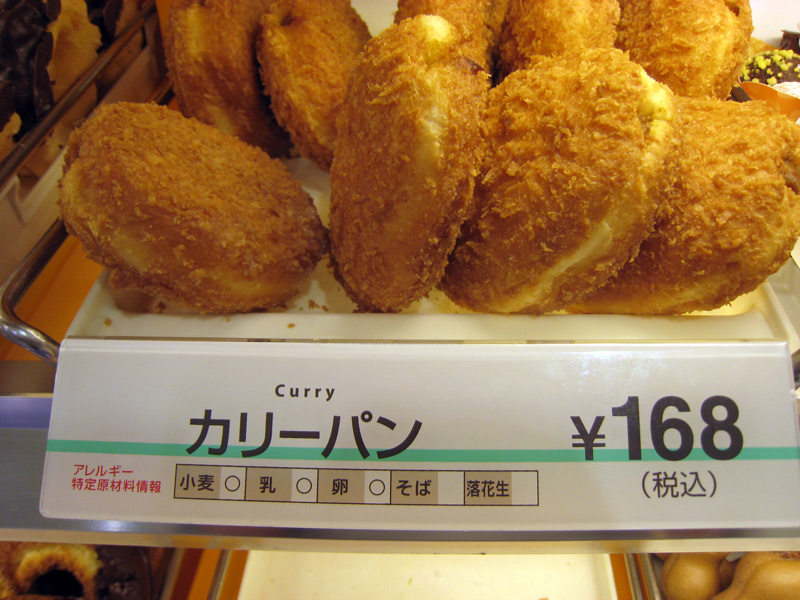
5品目の頃（2007年）の表示。2008年にえび・かにが、2023年にくるみが加わり8品目となっている。

特定原材料（とくていげんざいりょう）とは、日本の食品表示の一種で食物アレルギーの原因となる食品の使用の有無を、包装その他にて表示するものである。主にかに、えび、くるみ、小麦、そば、卵、乳、落花生である。

## 概要
発症数や重篤度から勘案して「食品表示法第四条第一項の規定に基づく食品表示基準」で、8品目について特定原材料として表示を義務づけるとともに、通知で特定原材料に準ずるものとして20品目の表示を奨励している。後者の表示は任意である。特定原材料と「特定原材料に準ずるもの」をあわせて「特定原材料等」として扱われる。
アレルギー患者の商品選択に資するように、食品メーカーが特定原材料等を使用しないで食品を製造した場合には「使用していない」旨の表示を行うことが勧められている。なお、特定原材料等の表示についてアレルギー物質を含んでいることを容易に判別することができる食品については、表示を省略できる場合がある。
2001年の「食品衛生法施行規則及び乳及び乳製品の成分規格等に関する省令の一部を改正する省令」では小麦、そば、卵、乳、落花生の5品目が特定原材料として指定され、2008年にえびとかに、2023年にくるみが追加されている。
日本では、かつて食品衛生法や健康増進法の規定に基づく食品表示等に関する業務を厚生労働省が担っていたが、平成21年9月1日より内閣府の外局である消費者庁へ移管され引き継がれた。
企業防衛や原材料調査の負担回避を狙いとして「入っているかもしれない」などの可能性表示がなされると、結果的に消費者の商品選択の幅を狭めるおそれがあるため、このような可能性表示は認められない。一方で食品に関する想定外の原材料の混入に関する注意喚起表示がなされているケースもある。

## 特定原材料
「食品表示法第四条第一項の規定に基づく食品表示基準」別表第十四により特定原材料として定義される（かつては食品衛生法で定められていた）。現在は8品目。【 】内は認められる代替表記等の例。
1. えび【海老、エビ、えび天ぷら、サクラエビなど】
2. かに【カニ、蟹、上海がに、マツバガニ、カニシューマイなど】
3. くるみ【クルミ、くるみパン、くるみケーキなど】
4. 小麦【コムギ、小麦粉、こむぎ胚芽など】
5. そば【ソバ、そばがき、そば粉など】
6. 卵【玉子、たまご、鶏卵、うずら卵、厚焼玉子、ハムエッグなど】
7. 乳【ミルク、バター、チーズ、アイスクリーム、アイスミルク、ガーリックバター、プロセスチーズ、乳糖、生乳、牛乳、など】
8. 落花生【ピーナッツ、ピーナッツバター、ピーナッツクリームなど】

## 特定原材料に準ずるもの
通知により特定原材料に準ずるものとして表示が推奨されるもの（任意表示）で、随時改訂が行われ、2023年時点で20品目が定められている。【 】内は認められる代替表記等の例。
1. アーモンド【アーモンドオイルなど】
2. あわび【アワビ、煮あわびなど】
3. いか【イカ、いかフライ、イカ墨など】
4. いくら【イクラ、すじこ、いくら醤油漬けなど】
5. オレンジ【オレンジソース、オレンジジュースなど】
6. カシューナッツ
7. キウイフルーツ【キウイなど】
8. 牛肉【牛、ビーフ、牛脂、ビーフコロッケなど】
9. ごま【ゴマ、胡麻、ごま油、すりゴマ、ゴマペーストなど】
10. さけ【鮭、サーモン、しゃけ、スモークサーモン、紅しゃけ、焼鮭など】
11. さば【鯖、サバ、さば節、さば寿司など】
12. ゼラチン【板ゼラチン、粉ゼラチンなど】
13. 大豆【だいず、ダイズ、大豆煮、大豆たんぱくなど】
14. 鶏肉【とりにく、鶏、鳥、チキン、焼き鳥、ローストチキン、鶏レバーなど】
15. バナナ【ばなな、バナナジュースなど】
16. 豚肉【ぶたにく、豚、ポーク、ポークウィンナー、豚生姜焼、豚ミンチなど】
17. まつたけ【松茸、マツタケなど】
18. もも【桃、ピーチ、もも果汁、黄桃、白桃、ピーチペーストなど】
19. やまいも【山芋、ヤマイモ、千切りやまいもなど】
20. りんご【リンゴ、アップル、アップルパイ、リンゴ酢、りんご飴など】